# Elizabeth Warren

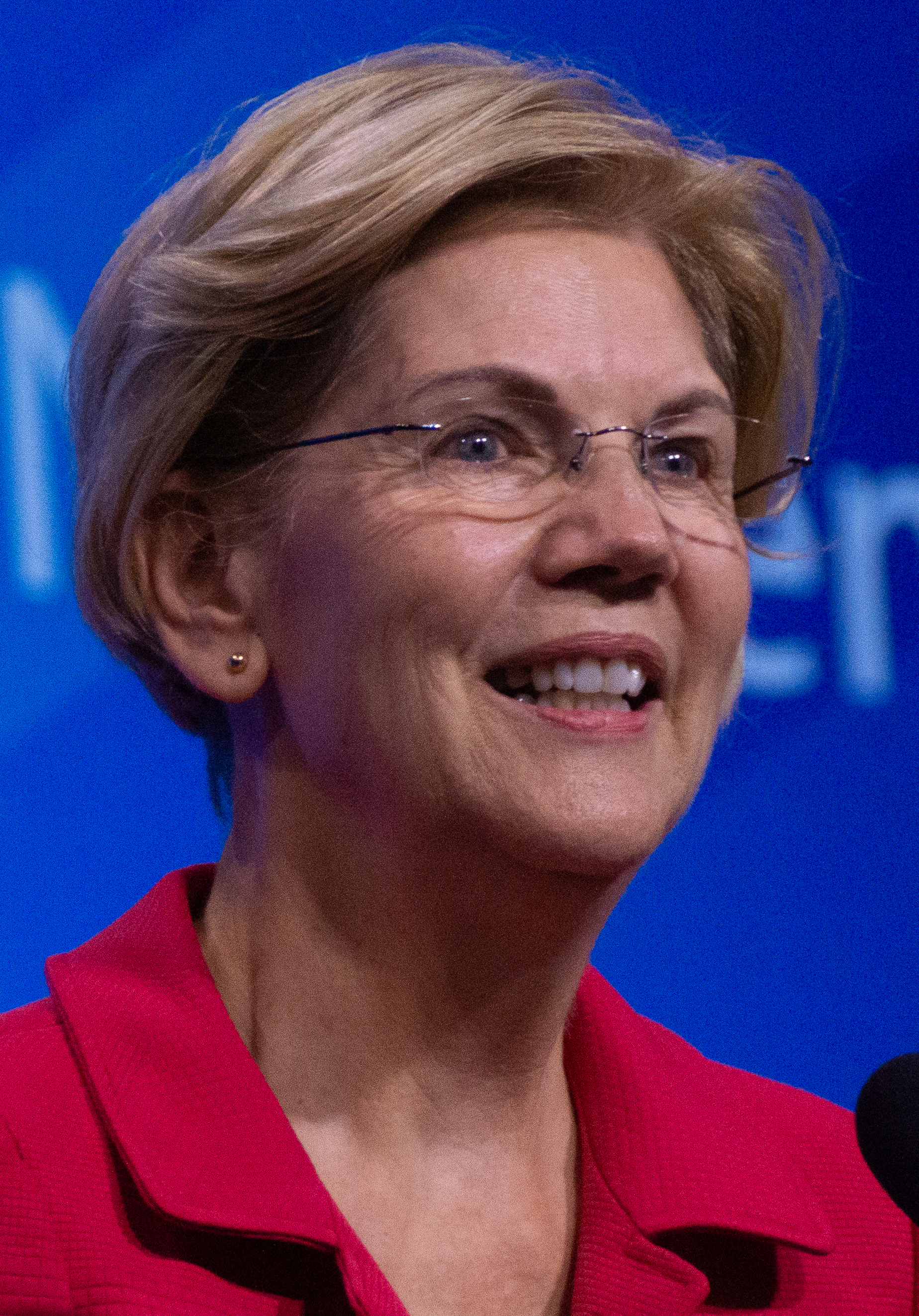
Elizabeth Warren (2019)

Elizabeth Ann Warren, geborene Herring (* 22. Juni 1949 in Oklahoma City, Oklahoma) ist eine amerikanische Juristin und Politikerin der Demokratischen Partei. Seit 2013 vertritt sie den Bundesstaat Massachusetts im Senat der Vereinigten Staaten. Als Professorin an der Harvard Law School war sie Expertin für Verbraucherinsolvenzen und initiierte das unter Präsident Barack Obama eingerichtete Consumer Financial Protection Bureau. Als vehemente Kritikerin von Präsident Donald Trump bewarb sie sich in der Vorwahl ihrer Partei für die Präsidentschaftskandidatur 2020, zog diese jedoch nach schlechten Ergebnissen beim Super Tuesday zurück.

## Familie, Ausbildung und Beruf

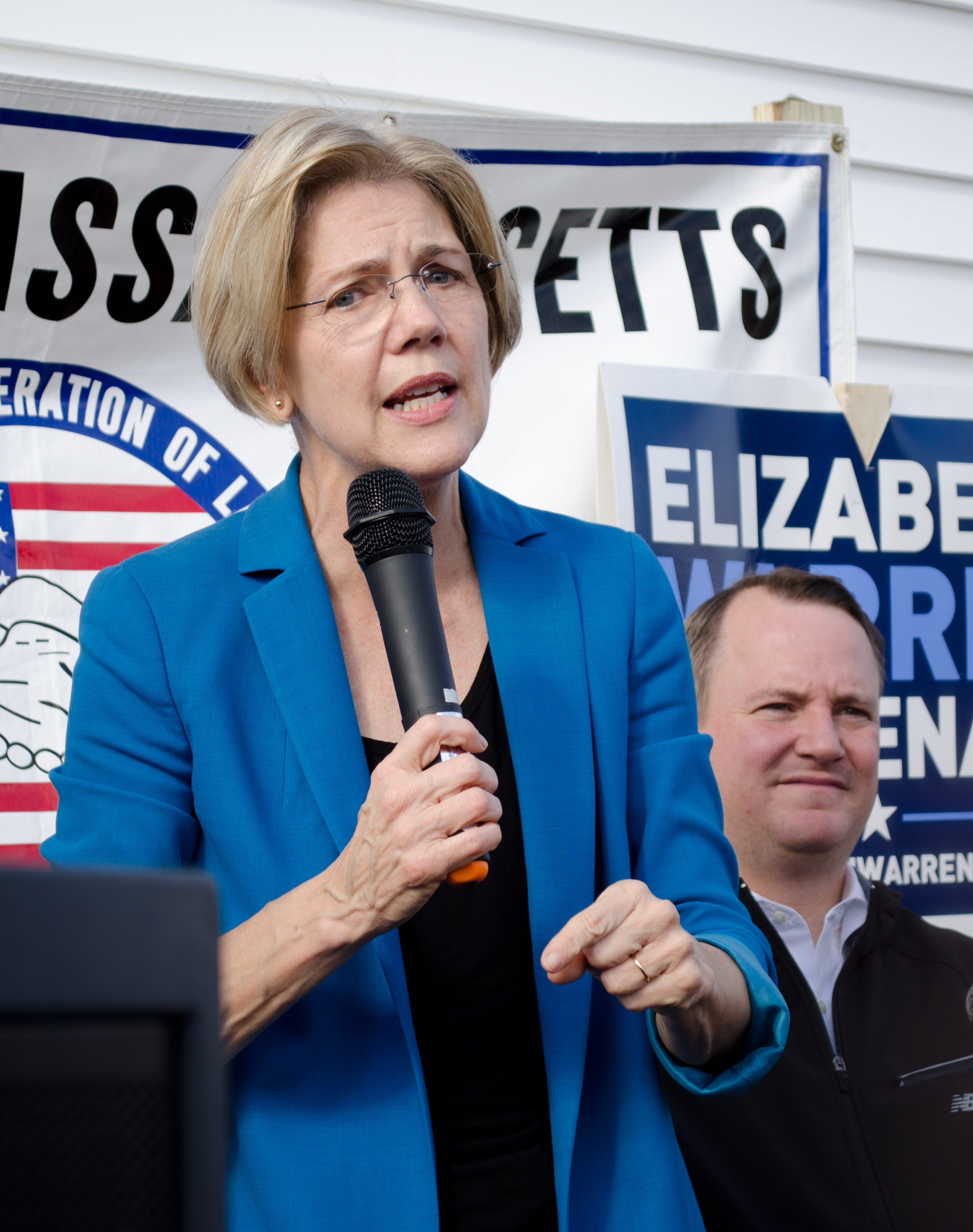
Warren bei einer Wahlkampfveranstaltung im November 2012

Elizabeth Warren ist die Tochter des U.S.-Militär-Fluglehrers Donald Herring und der Versandhausmitarbeiterin Pauline Herring, geborene Reed. Sie hatte drei ältere Brüder; am 21. April 2020 starb Warrens ältester Bruder Don im Alter von 86 Jahren an COVID-19. Nachdem ihr Vater einen Herzinfarkt erlitten hatte, mussten Elizabeth und ihre Mutter zum Familieneinkommen beitragen.
An der Highschool gewann sie bundesstaatsweit Debattierwettbewerbe. Mit einem Vollstipendium begann sie im Alter von 16 Jahren, an der George Washington University zu studieren. Im Alter von 19 heiratete sie ihre Jugendliebe Jim Warren und folgte ihm nach Texas, wo sie 1970 an der University of Houston mit einem B.S. abschloss. Sie wurde schwanger, zog mit ihrem Mann nach New Jersey und war zunächst einige Jahre als Hausfrau und Mutter tätig. In den frühen 1970er Jahren war sie Logopädin an einer Grundschule in New Jersey, bis sie sich an der Rutgers University einschrieb. Sie wurde zum zweiten Mal schwanger und erwarb 1976 den Juris Doctor. 1977/78 hatte sie einen Lehrauftrag an der Rutgers University und zog dann mit ihrem Mann zurück nach Texas. Dort lehrte sie von 1978 bis 1983 an der University of Houston und von 1981 bis 1987 an der University of Texas at Austin.
1978 ließ sie sich von Warren scheiden und heiratete 1980 den Harvard-Professor Bruce Mann. 1987 wurde Warren Professorin für Wirtschaftsrecht an der University of Pennsylvania; 1992/93 berief die Harvard Law School sie zur Gastprofessorin für Wirtschaftsrecht. Von 1995 bis 2002 war sie Leo-Gottlieb-Professorin für Recht an der Harvard Law School, wo sie Vertrags-, Insolvenz- und Wirtschaftsrecht lehrte. Sie veröffentlichte als Fachpublizistin über hundert Aufsätze und zehn Bücher.
Warren hat eine Tochter und einen Sohn. Sie ist Methodistin und lehrte in Texas an Sonntagsschulen. Sie war stellvertretende Vorsitzende des American Law Institute und ist Mitglied der American Academy of Arts and Sciences.

## Politische Laufbahn

### Politikberaterin im Verbraucherschutz
Warren war bis Mitte der 1990er Jahre in den Wählerlisten als Republikanerin registriert. 1994 wurde sie von Mike Synar als Hauptberaterin in die von Präsident Bill Clinton eingesetzte National Bankruptcy Review Commission berufen, die Vorschläge entwickeln sollte, um den starken Anstieg von Verbraucherinsolvenzen zu bekämpfen. Dies bahnte ihren Einstieg in die Politik an.
Im Verlauf der Finanzkrise ab 2007 wurde Warren zu einer gewichtigen Stimme für die Regulierung von Banken und Finanzmärkten. Am 14. November 2008 berief sie der damalige Mehrheitsführer im Senat Harry Reid zur Vorsitzenden des Aufsichtsgremiums des Kongresses zur Untersuchung des Troubled Asset Relief Program (TARP). Sie schlug die Einrichtung einer Regierungsbehörde vor, die Verbraucher vor nachteiligen Finanzgeschäften schützen sollte. Das auf diesem Vorschlag beruhende Consumer Financial Protection Bureau ließ Präsident Barack Obama mit Unterzeichnung des entsprechenden Gesetzes am 21. Juli 2010 einrichten. Warren wurde am 17. September 2010 von Obama zur Sonderberaterin des Präsidenten und des Finanzministeriums zur Einrichtung dieser Behörde berufen und hätte diese leiten sollen, was politisch gegen die Interessen der Wall Street und die Opposition der Republikaner im Senat nicht durchsetzbar war. Deshalb trat Warren am 1. August 2011 als Sonderberaterin des Präsidenten zurück.

### Senatorin für Massachusetts
Am 18. August 2011 kündigte Warren ihre Kandidatur für den Senat der Vereinigten Staaten in Massachusetts an. Sie wurde von der Demokratischen Partei als Kandidatin für die Wahl am 6. November 2012 im Bundesstaat Massachusetts nominiert, indem sie sich in der entscheidenden Parteiversammlung im Juni 2012 gegen die Anwältin Marisa DeFranco durchsetzte. Warren sprach im September 2012 bei der Democratic National Convention. Bei der Hauptwahl im November 2012 traf Warren auf den republikanischen Mandatsinhaber Scott Brown, der Anfang 2010 überraschend die Nachwahl um das Mandat des verstorbenen Edward Kennedy gewonnen hatte. Der Wahlkampf war mit rund 70 Millionen Dollar einer der teuersten um einen Senatssitz überhaupt. Wegen der Bedeutung für den Erhalt der Senatsmehrheit für die Demokratische Partei flossen Wahlkampfspenden in Höhe von rund 38 Millionen Dollar von außerhalb des Bundesstaats; Warren wurde vom Gouverneur Deval Patrick und von den größten Gewerkschaften unterstützt. Dagegen gaben Investmentbanken, Versicherungs- und Immobilienunternehmen über sechs Millionen Dollar an Brown. Warren gewann mit 54 zu 46 Prozent der Stimmen.
Im Dezember 2012 wurde Warren in den Bankausschuss gewählt und vertritt dort mit Sherrod Brown (Ohio) den linken Flügel der Demokraten. Im Senat verteidigte Warren die Gesundheitsreform Obamacare gegen die scharfen Angriffe der Republikaner und warb stärker und konsistenter als die meisten anderen Angehörigen ihrer Partei für diese große Veränderung. Im November 2014 schlug Harry Reid Warren für die Parteiführung der Demokraten im Senat vor. Im Januar 2017 wurde sie zur Vizevorsitzenden der Senate Democratic Conference gewählt.
Im Jahr 2015 spekulierten einige Medien über eine Präsidentschaftskandidatur Warrens 2016. Obwohl sie durch einige linke Aktivisten zu einer Kandidatur gedrängt wurde, verzichtete sie. Warren gab ihre Unterstützung für Hillary Clintons Präsidentschaftskandidatur im Juni 2016 bekannt, später als die meisten ihrer Parteikollegen im US-Senat. Wegen ihrer Popularität beim linken Parteiflügel wurde sie im Wahlkampf oft als mögliche Kandidatin für das Amt des Vizepräsidenten als Running Mate Clintons genannt.
Während der Senatsanhörung für die Nominierung von Jeff Sessions als Justizminister wurde ihr am 8. Februar 2017 untersagt, aus einem Brief von Martin Luther Kings Ehefrau Coretta Scott King vorzulesen, in dem diese Sessions Rassismus vorwarf. Warren stellte stattdessen ein Video auf ihre Facebook-Seite, das viral geteilt wurde und innerhalb von Stunden über vier Millionen Mal aufgerufen wurde. Die Begründung des republikanischen Fraktionsvorsitzenden Mitch McConnell, Warren habe damit Regeln des Senats verletzt und trotzdem weitergemacht – „nevertheless, she persisted“ –, wurde zu einem Meme, zu einem dauerhaften politischen Slogan Warrens und zum Motto des Women’s History Month im März 2018.
Warren kandidierte bei der Wahl am 6. November 2018 wieder für ihren bisherigen Senatssitz. Am Wahltag wurde sie mit rund 60 Prozent der Stimmen für eine zweite (wiederum sechsjährige) Mandatszeit wiedergewählt, die am 3. Januar 2019 begonnen hat.

### Präsidentschaftskandidatur 2020
Warren war seit 2016 immer wieder als mögliche Herausforderin des Präsidenten Donald Trump bei der Präsidentschaftswahl 2020 genannt worden und erklärte im Herbst 2018, sich nach der Halbzeitwahl 2018 zu entscheiden. Am 31. Dezember desselben Jahres gab sie bekannt, dass sie zur Präsidentenwahl antreten werde und hierzu ein Sondierungskomitee gegründet habe. Ins Zentrum ihrer Kampagne, um die parteiinternen Vorwahlen der Demokraten zu gewinnen, stellte sie die Themen wirtschaftliche Gerechtigkeit und den Kampf gegen die Korruption. Ihr im Januar 2019 vorgestellter Vorschlag, eine Vermögenssteuer für Superreiche einzuführen (2 % jährlich bei Privatvermögen ab 50 Millionen Dollar, 3 % ab einer Milliarde Dollar) erhielt laut Gallup die Unterstützung von 61 Prozent der Amerikaner (Demokraten: 74 Prozent, Republikaner: 50 Prozent). Am 9. Februar 2019 gab sie ihren offiziellen Eintritt in die Präsidentschaftskandidatur bekannt, laut Zeit Online mit der „Kampfansage“, dass sie gegen die „korrupteste Regierung seit Menschengedenken“ arbeiten und die reichsten Amerikaner besteuern wolle, um deren „Klassenkampf“ gegen die Mittelschicht zu beenden. Am 5. März 2020 zog sie ihre Kandidatur wegen anhaltend schlechter Wahlergebnisse zurück.

## Positionen und Kontroversen

### Streit um indianische Vorfahren
Seit Warrens Eintritt in die Politik 2012 gibt es Streit über ihre Angabe, indianische Vorfahren zu haben. Ihr wird vorgeworfen, so als „Pretendian“ ihre Karriere befördert zu haben. In einem 1984 in Oklahoma veröffentlichten indianischen Kochbuch hatte sie fünf Rezepte unter der Angabe „Elizabeth Warren, Cherokee“ beigesteuert, die teils wortwörtlich aus der New York Times abgeschrieben waren. Des Weiteren hatte Warren von 1986 bis 1994 im Professorenverzeichnis der Association of American Law Schools und bei ihren späteren Dozentenstellen angegeben, einer Minderheit anzugehören. Seit 1995 behauptet sie dies nicht mehr, allerdings hatte sie entsprechenden Angaben anderer Stellen nicht widersprochen. So schrieb die Studentenzeitung Crimson  1996, Warren habe indianische Vorfahren, und in einem Artikel des Fordham Law Review wurde sie 1997 als Harvard Law Schools „erste Woman of color“ bezeichnet. Universitäten hatten ihre Mitarbeiter ab 1986 nach deren ethnischer Herkunft befragt, um dem Vorwurf einer Benachteiligung von Minderheiten entgegenzutreten. Warren selbst hatte bei akademischen Bewerbungen zuvor zwar keinen Minderheitenstatus angegeben, bei ihrer Aufnahme in die Anwaltskammer Oklahomas 1986 jedoch handschriftlich vermerkt, sie sei American Indian.
Es wurden keine historischen Dokumente gefunden, die indianische Vorfahren Warrens bestätigen könnten. Warren berief sich auf die Familienerzählung, die Familie des Vaters habe es missbilligt, dass Warrens Mutter „teils Cherokee und teils Delaware war“. Im Oktober 2018 veröffentlichte Warren die Ergebnisse ihres DNA-Tests, den der Stanford-Professor Carlos D. Bustamante durchgeführt hatte. Bustamante erläuterte, es gebe „starke Nachweise“ (strong evidence) dafür, dass ein Vorfahre Warrens vor „sechs bis zehn Generationen“ Ureinwohner gewesen sei; mit 0,09 bis 1,5 Prozent indianischen Erbguts hat Warren allerdings einen unterdurchschnittlichen Anteil innerhalb der weißen US-Bevölkerung. Die Cherokee-Nation kritisierte Warren. Ein DNA-Test, der nach derzeitigem Stand technisch nicht zwischen nord- und südamerikanischen Ureinwohnern unterscheiden könne, belege eine konkrete Abstammung nicht. Generell beruhe die Zugehörigkeit zu ihrer Nation nicht auf genetischen Tests (die meisten nordamerikanischen Ureinwohner lehnen die Teilnahme an DNA-Tests zur ethnischen Bestimmung ab). Warrens Verhalten entehre die Personen, die legitimerweise durch Nachweis der konkreten Vorfahren zu den Cherokee gehören, und untergrabe die Interessen der Stämme. Die Anthropologin Kim Tallbear charakterisierte Warrens Behauptungen als das Verhalten von Weißen, sich die Identität von Native Americans anzueignen, wenn es ihnen günstig erscheine.

### Privatschulen
In ihrem Präsidentschaftswahlkampf 2020 sprach sich Warren gegen Privatschulen in den USA (School Choice) und gegen das Modell der Charter School aus – deren weitere staatliche Finanzierung sie unterbinden wollte –, wobei sie damit warb, dass ihre Kinder nur öffentliche Schulen besucht hätten. Später musste Warrens Kampagne zugeben, dass ihr Sohn nur bis zur vierten Klasse auf einer öffentlichen Schule war und danach selbst nur auf Privatschulen geschickt wurde, darunter die teure Elite-Privatschule Haverford.

### Verhältnis zu Präsident Trump
Warren gilt als eine der schärfsten Kritikerinnen des Präsidenten Donald Trump. Bereits im Präsidentschaftswahlkampf 2016 fiel Warren durch ihre Kritik am damaligen republikanischen Kandidaten auf. Sie kritisierte unter anderem Trumps Rolle in der Trump-University-Affäre und bezeichnete ihn als thin skinned racist bully („dünnhäutigen rassistischen Mobber“) und als fraud (etwa: „Betrüger“).
Im Rahmen einer Veranstaltung zu Ehren der Navajo Code Talkers im November 2017 witzelte Trump über Warrens Behauptung, indianische Vorfahren zu haben, sie werde im Kongress „Pocahontas“ genannt. Warren bezeichnete Trumps Aussage als „rassistische Beleidigung“. Trump verwendet diese Spottbezeichnung immer wieder für Warren.
Als im September 2018 Bob Woodwards Buch Fear: Trump in the White House erschien und die New York Times den Trump-kritischen anonymen Gastbeitrag eines vermeintlich hochrangigen Regierungsmitarbeiters veröffentlichte, äußerte Warren, es sei an der Zeit, gegen Trump ein Amtsenthebungsverfahren auf Grundlage des 25. Zusatzartikels zur Verfassung einzuleiten.

## Schriften
- mit Teresa A. Sullivan, Jay Westbrook: As We Forgive Our Debtors: Bankruptcy and Consumer Credit in America. Beard Books, 1999, ISBN 978-1-893122-15-4 (Rezension).
- mit Teresa A. Sullivan, Jay Westbrook: The Fragile Middle Class: Americans in Debt. Yale University Press, 2001, ISBN 978-0-300-09171-7.
- mit Amelia Warren Tyagi: The Two-Income Trap: Why Middle-Class Parents are Going Broke. Basic Books, 2004, ISBN 978-0-465-09090-7.
- mit Amelia Warren Tyagi: All Your Worth: The Ultimate Lifetime Money Plan. Simon and Schuster, 2006, ISBN 978-0-7432-6988-9.
- mit Lynn M. LoPucki, Daniel Keating, Ronald Mann, Norman Goldenberg: Casenote Legal Briefs: Commercial Law. Aspen Publishers, 2006, ISBN 978-0-7355-5827-4.
- The Vanishing Middle Class. In: John Edwards, Marion Crain, Arne L. Kalleberg (Hrsg.): Ending Poverty in America: How to Restore the American Dream. The New Press, 2007, ISBN 978-1-59558-176-1.
- mit Lynn M. LoPucki: Chapter 11: Secured Credit: A Systems Approach. Wolters Kluwer Law & Business, 2008, ISBN 978-0-7355-7649-0.
- Chapter 11: Reorganizing American Businesses. (= Essentials.). Aspen Publishers, 2008, ISBN 978-0-7355-7654-4.
- mit Jay Lawrence Westbrook: The Law of Debtors and Creditors: Text, Cases, and Problems. 6. Auflage. Aspen Publishers, 2008, ISBN 978-0-7355-7626-1.
- A Fighting Chance. Metropolitan Books, 2014, ISBN 978-1-62779-052-9 (Autobiographie, auch als Hörbuch bei Macmillan Audio, ISBN 978-1-4272-3916-7).[53]
- This Fight is Our Fight. The Battle to Save America’s Middle Class. Macmillan, 2017 (Autorenlesung, ISBN 978-1-4272-9187-5).